# Newtonia erlangeri
Newtonia erlangeri là một loài rau đậu thuộc họ Fabaceae.
Loài này có ở Kenya, Somalia, và Tanzania.